# Taudactylus diurnus
Espèce
Statut de conservation UICN

 EX  : Éteint
Taudactylus diurnus est une espèce éteinte d'amphibiens de la famille des Myobatrachidae.

## Répartition
Cette espèce était endémique du Sud-Est du Queensland. Elle se rencontrait entre 300 et 800 m d'altitude,.

## Publication originale
- Straughan & Lee, 1966 : A new genus and species of leptodactylid frog from Queensland. Proceedings of the Royal Society of Queensland, vol. 77, p. 63.